# Écretteville-sur-Mer
Écretteville-sur-Mer est une commune française située dans le département de la Seine-Maritime en région Normandie.

## Géographie
|                          |                      | Saint-Pierre-en-Port  |
| Életot                   | Écretteville-sur-Mer | Ancretteville-sur-Mer |
| Sainte-Hélène-Bondeville | Angerville-la-Martel |                       |

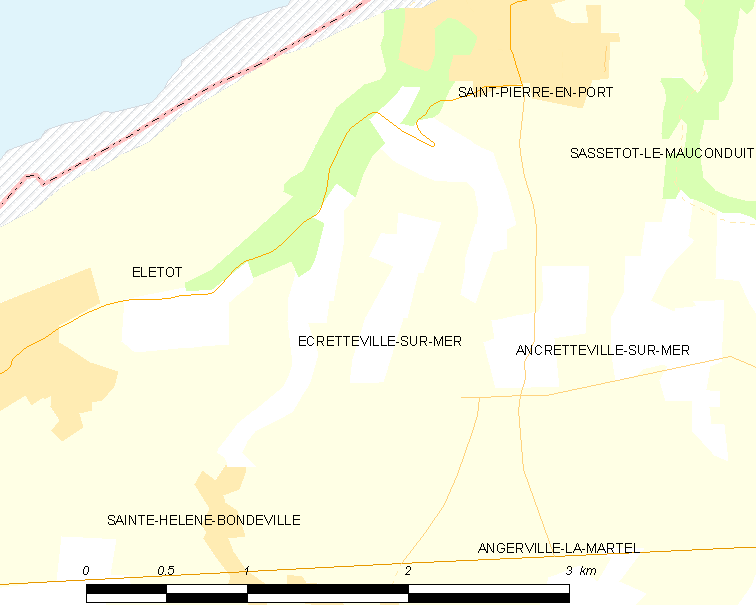
Carte de la commune.
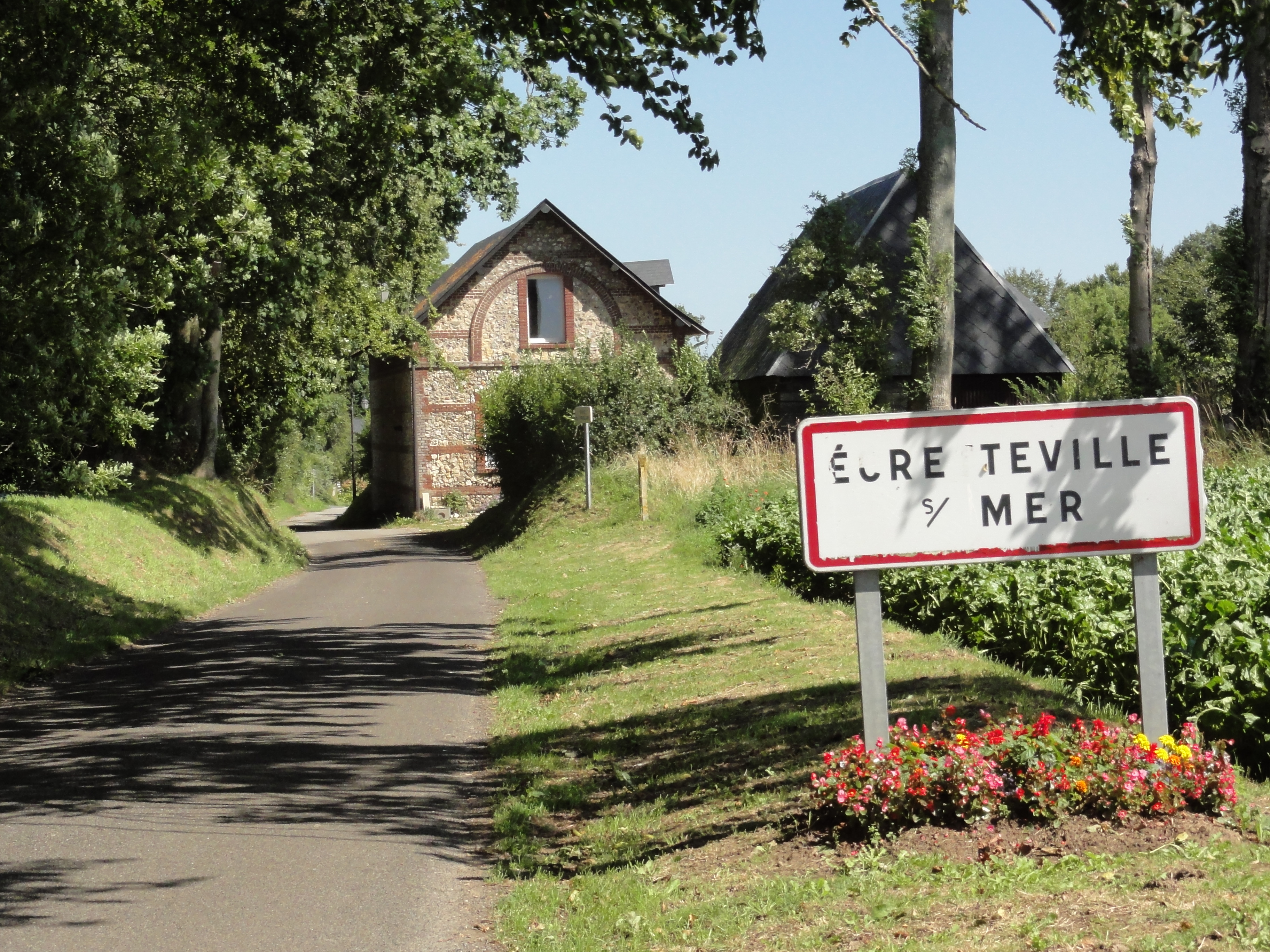
Entrée d'Écretteville-sur-Mer.

### Hydrographie
La commune est située dans le bassin Seine-Normandie. Elle n'est drainée par aucun cours d'eau,.

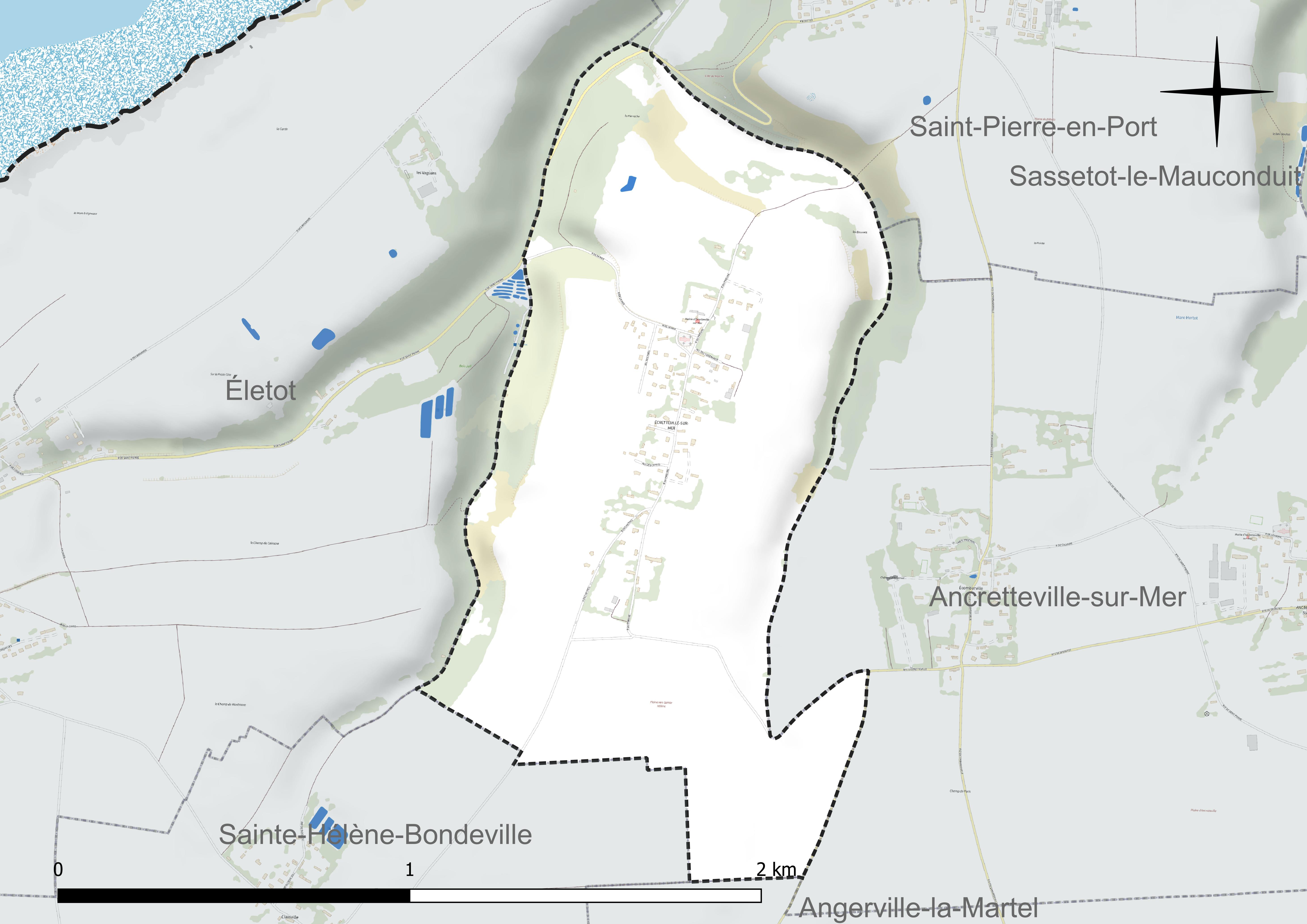
Réseau hydrographique d'Écretteville-sur-Mer.

### Climat
Pour des articles plus généraux, voir Climat de la Normandie et Climat de la Seine-Maritime.
En 2010, le climat de la commune est de type climat océanique franc, selon une étude du CNRS s'appuyant sur une série de données couvrant la période 1971-2000. En 2020, Météo-France publie une typologie des climats de la France métropolitaine dans laquelle la commune est exposée à un climat océanique et est dans la région climatique Côtes de la Manche orientale, caractérisée par un faible ensoleillement (1 550 h/an) ; forte humidité de l’air (plus de 20 h/jour avec humidité relative > 80 % en hiver), vents forts fréquents. Parallèlement le GIEC normand, un groupe régional d’experts sur le climat, différencie quant à lui, dans une étude de 2020, trois grands types de climats pour la région Normandie, nuancés à une échelle plus fine par les facteurs géographiques locaux. La commune est, selon ce zonage, exposée à un « climat maritime », correspondant au Pays de Caux, frais, humide et pluvieux, légèrement plus frais que dans le Cotentin.
Pour la période 1971-2000, la température annuelle moyenne est de 10,5 °C, avec une amplitude thermique annuelle de 13 °C. Le cumul annuel moyen de précipitations est de 907 mm, avec 13,1 jours de précipitations en janvier et 8,5 jours en juillet. Pour la période 1991-2020, la température moyenne annuelle observée sur la station météorologique la plus proche, située sur la commune d'Ectot-lès-Baons à 28 km à vol d'oiseau, est de 10,8 °C et le cumul annuel moyen de précipitations est de 905,5 mm,. Pour l'avenir, les paramètres climatiques de la commune estimés pour 2050 selon différents scénarios d’émission de gaz à effet de serre sont consultables sur un site dédié publié par Météo-France en novembre 2022.

## Urbanisme

### Typologie
Au 1er janvier 2024, Écretteville-sur-Mer est catégorisée commune rurale à habitat dispersé, selon la nouvelle grille communale de densité à sept niveaux définie par l'Insee en 2022.
Elle est située hors unité urbaine. Par ailleurs la commune fait partie de l'aire d'attraction de Fécamp, dont elle est une commune de la couronne,. Cette aire, qui regroupe 26 communes, est catégorisée dans les aires de moins de 50 000 habitants,.

### Occupation des sols
L'occupation des sols de la commune, telle qu'elle ressort de la base de données européenne d’occupation biophysique des sols Corine Land Cover (CLC), est marquée par l'importance des territoires agricoles (96,3 % en 2018), une proportion identique à celle de 1990 (96,3 %). La répartition détaillée en 2018 est la suivante : 
terres arables (66,2 %), prairies (16,1 %), zones agricoles hétérogènes (14 %), forêts (3,7 %). L'évolution de l’occupation des sols de la commune et de ses infrastructures peut être observée sur les différentes représentations cartographiques du territoire : la carte de Cassini (XVIIIe siècle), la carte d'état-major (1820-1866) et les cartes ou photos aériennes de l'IGN pour la période actuelle (1950 à aujourd'hui).

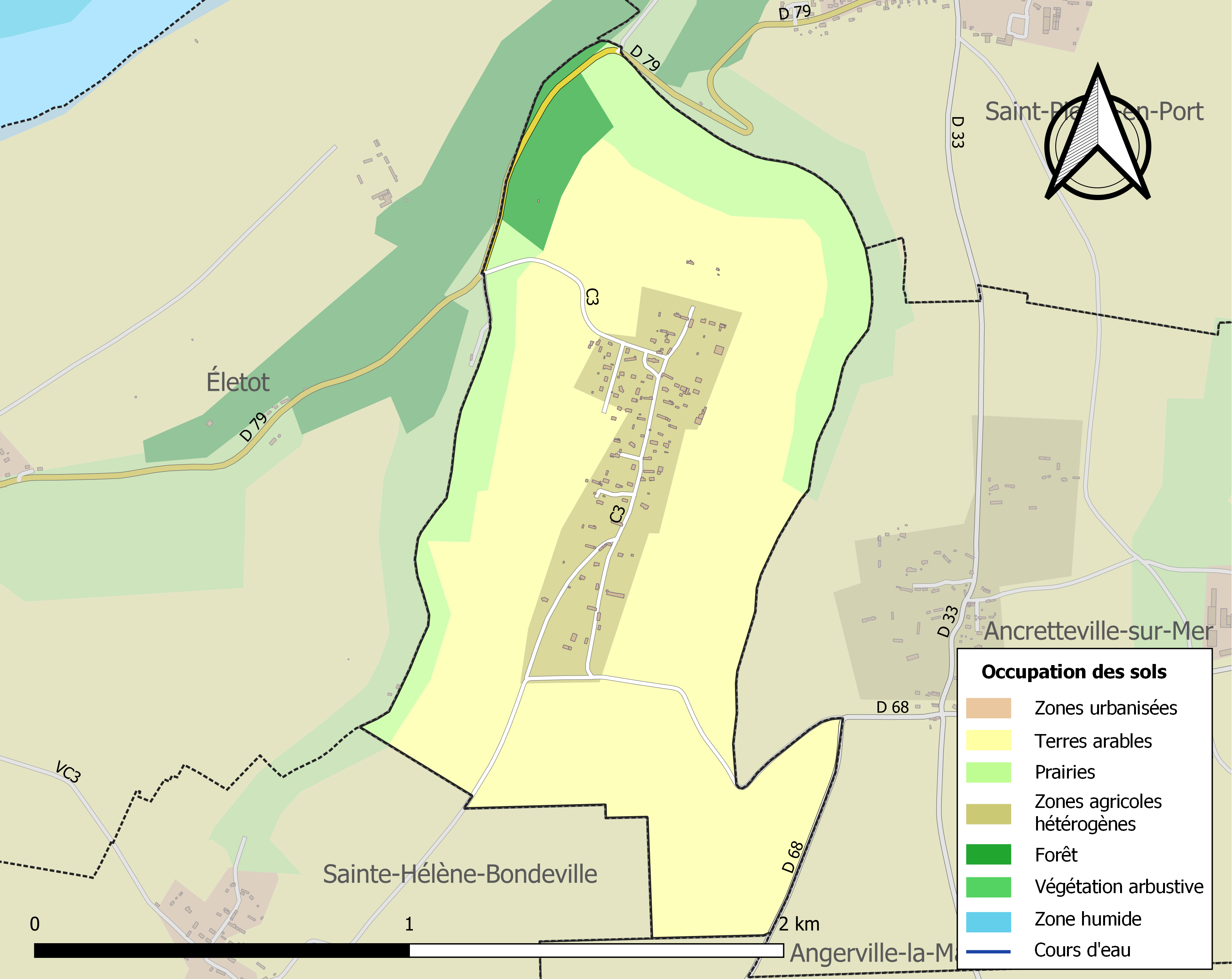
Carte des infrastructures et de l'occupation des sols de la commune en 2018 (CLC).

## Toponymie
Le nom de la localité est attesté sous la forme Escrutevilleta au XIIIe siècle, Escruteville en 1319 (Archives départementales de la Seine-Maritime, G 3267), Escrutevillete en 1332 (Arch. S.-M. G 7 p. 268 et G 1642), Escrutavilleta en 1341 (Arch. S.-M. G 1642), Escrudevilla en 1498 et 1499 (Arch. S.-M. G 9489), Escrudeville en 1513 (Arch. S.-M. G 95), Ecreteville en 1663, 
Escretteville en 1713 (Arch. S.-M. G 737), Escredeville sur la mer en 1474 (Arch. S.-M. Tab. Rouen), Ecretteville en 1682 (Arch. S.-M. II B 411), 'Ecreteville en 1757 (Cassini), Ecretteville sur Mer en 1788 (Dict.).

## Histoire
Le film Devil story y a été tourné en 1986.

## Politique et administration
| Période                                  | Période                    | Identité        | Étiquette | Qualité |
| ---------------------------------------- | -------------------------- | --------------- | --------- | --- |
| Les données manquantes sont à compléter. |                            |                 |           | |
| mars 1989                                | En cours (au 10 août 2020) | Yannick Mouiche |           | Vice-président de la CC du canton de Valmont (2014 → 2016) Vice-président de la CA Fécamp Caux Littoral Agglomération (2017 → ) Réélu pour le mandat 2020-2026 |

## Démographie

Salle polyvalente.

L'évolution du nombre d'habitants est connue à travers les recensements de la population effectués dans la commune depuis 1793. Pour les communes de moins de 10 000 habitants, une enquête de recensement portant sur toute la population est réalisée tous les cinq ans, les populations de référence des années intermédiaires étant quant à elles estimées par interpolation ou extrapolation. Pour la commune, le premier recensement exhaustif entrant dans le cadre du nouveau dispositif a été réalisé en 2007.

En 2022, la commune comptait 147 habitants, en évolution de −7,55 % par rapport à 2016 (Seine-Maritime : +0,35 %, France hors Mayotte : +2,11 %).
| 1793 | 1800 | 1806 | 1821 | 1831 | 1836 | 1841 | 1846 | 1851 |
| ---- | ---- | ---- | ---- | ---- | ---- | ---- | ---- | ---- |
| 226  | 258  | 246  | 281  | 321  | 304  | 260  | 259  | 282  |

| 1856 | 1861 | 1866 | 1872 | 1876 | 1881 | 1886 | 1891 | 1896 |
| ---- | ---- | ---- | ---- | ---- | ---- | ---- | ---- | ---- |
| 247  | 221  | 205  | 214  | 210  | 186  | 185  | 147  | 155  |

| 1901 | 1906 | 1911 | 1921 | 1926 | 1931 | 1936 | 1946 | 1954 |
| ---- | ---- | ---- | ---- | ---- | ---- | ---- | ---- | ---- |
| 126  | 103  | 117  | 87   | 107  | 99   | 99   | 96   | 91   |

| 1962 | 1968 | 1975 | 1982 | 1990 | 1999 | 2006 | 2007 | 2012 |
| ---- | ---- | ---- | ---- | ---- | ---- | ---- | ---- | ---- |
| 81   | 68   | 60   | 62   | 85   | 93   | 104  | 105  | 156  |

| 2017 | 2022 | - | - | - | - | - | - | - |
| ---- | ---- | - | - | - | - | - | - | - |
| 159  | 147  | - | - | - | - | - | - | - |

## Culture locale et patrimoine

### Lieux et monuments

Église Saint-Blaise-et-Notre-Dame.

- Église Saint-Blaise-et-Notre-Dame.
- Monument aux morts.
- Croix de cimetière d'Écretteville-sur-Mer.

### Personnalités liées à la commune
- Le peintre Roger Guerrant (1930-1977).